# Brittiska mästerskapet 1920/1921
Brittiska mästerskapet 1920/1921 var den 33:e säsongen av Brittiska mästerskapet i fotboll. 

## Tabell
| Nr | Lag       | S | V | O | F | GM | IM | MS | P |
| -- | --------- | - | - | - | - | -- | -- | -- | - |
| 1  | Skottland | 3 | 3 | 0 | 0 | 7  | 1  | +6 | 6 |
| 2  | Wales     | 3 | 1 | 1 | 1 | 3  | 3  | 0  | 3 |
| 2  | England   | 3 | 1 | 1 | 1 | 2  | 3  | −1 | 3 |
| 4  | Irland    | 3 | 0 | 0 | 3 | 1  | 6  | −5 | 0 |

## Matcher
|  | 23 oktober 1920 | England                | 2 – 0 | Irland | Roker Park |            |
|  |                 | Bob Kelly Billy Walker |       |        | Sunderland | Sunderland |
|  |                 |                        |       |        | Sunderland | Sunderland |
|  |                 |                        |       |        | Sunderland | Sunderland |

|  | 12 februari 1921 | Skottland              | 2 – 1 | Wales           | Pittodrie                                             |                                                       |
|  |                  | Andrew Wilson 11′, 46′ |       | 30′ Dai Collier | Aberdeen Publik: 20 824 Domare: James Mason (England) | Aberdeen Publik: 20 824 Domare: James Mason (England) |
|  |                  |                        |       |                 | Aberdeen Publik: 20 824 Domare: James Mason (England) | Aberdeen Publik: 20 824 Domare: James Mason (England) |
|  |                  |                        |       |                 | Aberdeen Publik: 20 824 Domare: James Mason (England) | Aberdeen Publik: 20 824 Domare: James Mason (England) |

|  | 26 februari 1921 | Irland | 0 – 2   | Skottland                                | Windsor Park                                         |                                                      |
|  |                  |        | (0 – 1) | 10′ (str.) Andrew Wilson 87′ Joe Cassidy | Belfast Publik: 40 000 Domare: Arthur Ward (England) | Belfast Publik: 40 000 Domare: Arthur Ward (England) |
|  |                  |        |         |                                          | Belfast Publik: 40 000 Domare: Arthur Ward (England) | Belfast Publik: 40 000 Domare: Arthur Ward (England) |
|  |                  |        |         |                                          | Belfast Publik: 40 000 Domare: Arthur Ward (England) | Belfast Publik: 40 000 Domare: Arthur Ward (England) |

|  | 14 mars 1921 | Wales | 0 – 0 | England | Ninian Park |  |
|  |              |       |       |         | Cardiff     |  |
|  |              |       |       |         |             |  |
|  |              |       |       |         |             |  |

|  | 9 april 1921 | Skottland                                             | 3 – 0   | England | Hampden Park                                         |                                                      |
|  |              | Andrew Wilson 20′ Alan Morton 43′ Andy Cunningham 53′ | (2 – 0) |         | Glasgow Publik: 85 000 Domare: Arthur Ward (England) | Glasgow Publik: 85 000 Domare: Arthur Ward (England) |
|  |              |                                                       |         |         | Glasgow Publik: 85 000 Domare: Arthur Ward (England) | Glasgow Publik: 85 000 Domare: Arthur Ward (England) |
|  |              |                                                       |         |         | Glasgow Publik: 85 000 Domare: Arthur Ward (England) | Glasgow Publik: 85 000 Domare: Arthur Ward (England) |

|  | 9 april 1921 | Wales                  | 2 – 1 | Irland         | Vetch Field |         |
|  |              | Billy Hole Stan Davies |       | Jimmy Chambers | Swansea     | Swansea |
|  |              |                        |       |                | Swansea     | Swansea |
|  |              |                        |       |                | Swansea     | Swansea |